# Tim David
Timothy Hays David (* 16. März 1996 in Singapur) ist ein singapurisch-australischer Cricketspieler, der zwischen 2019 und 2020 für die singapurische Nationalmannschaft und seit 2022 für die australische Nationalmannschaft spielt.

## Kindheit und Ausbildung
Seine Familie war Anfang der 1990er Jahre nach Singapur gezogen, wo David geboren wurde. Sein Vater Rod David, der als Ingenieur arbeitete, spielte selbst für Singapur Cricket in der Nationalmannschaft. Im Alter von zwei Jahren zog Tim David mit seiner Familie nach Perth. Mit acht Jahren begann er Cricket zu spielen. Im Alter von 19 Jahren spielte er in den unteren Ligen in England und im australischen U19-Bereich für West Australia. Erfolgreich wurde er erst im U23-Bereich.

## Aktive Karriere

### Spiele für Singapur und in Twenty20-Ligen
Seit 2017 spielte er für die Perth Scorchers in der australischen Big Bash League. Jedoch zog er sich eine Stressfraktur im Fuß zu, an dem er im April 2019 operiert werden musste. Daraufhin wurde er von seinen Teams in Australien zunächst nicht mehr berücksichtigt und David ging zurück nach Singapur. Sein Debüt in der singapurischen Nationalmannschaft gab er im Asien-Finale der Qualifikation zum ICC World Twenty20 Qualifier 2020 gegen Katar. Bei dem Turnier gelang ihm gegen Nepal ein Fifty über 77 Runs, wofür er als Spieler des Spiels ausgezeichnet wurde. Er etablierte sich schnell zum Aushängeschild der Mannschaft. Bei einem heimischen Drei-Nationen-Turnier im September 2019 gelang ihm abermals gegen Nepal ein Half-Century über 64* Runs. Jedoch verpasste er beim ICC Men’s T20 World Cup Qualifier 2019 mit dem Team die Endrunde. Bei der ACC Eastern Region T20 2019/20 konnte er gegen Malaysia ein Fifty über 92* Runs und gegen Hongkong über 58 Runs erzielen.
Im Sommer 2021 spielte er in mehreren Twenty20-Ligen in Pakistan, den Niederlanden und letztendlich für Surrey. Auch spielte er für die Royal Challengers Bangalore in der Indian Premier League 2021. Für die Indian Premier League 2022 wurde er im Draft durch die Mumbai Indians für 1,53 Millionen Australische Dollar erworben und er verlängerte in der Big Bash League mit den Hobart Hurricanes, für die er seit 2020 spielte.

### Wechsel nach Australien
Im September 2022 wurde bekannt, dass David für Australien an der kommenden Weltmeisterschaft teilnehmen solle. In der Vorbereitung dazu erzielte er in Indien ein Fifty über 54 Runs. Beim ICC Men’s T20 World Cup 2022 war seine beste Leistung dann 15* Runs gegen Irland. Im folgenden Jahr spielte er dann vorwiegend in verschiedenen Twenty20-Ligen, nachdem er für die Franchises der Besitzer der Mumbai Indians zum Einsatz kam. Im August 2023 kam er wieder zurück in die Nationalmannschaft, als er ein Fifty über 64 Runs in Südafrika erzielte. Daraufhin  wurde er für die ODI-Serie der Tour nominiert und gab in diesem Format sein Debüt. Hintergrund war dabei auch, ihn als Reserve für den Cricket World Cup 2023 aufzubauen, wozu er jedoch nicht nominiert wurde.